# جوی (دهانه)
جوی یک دهانه برخوردی در ماه‌ است.